# MGP 2022
MGP 2022 var den 22. årlige MGP-sangkonkurrence for håbefulde sangere i alderen 8 til 15, der blev afholdt den 26. februar 2022.
Emma vandt konkurrencen med sangen "Hater" med 46 procent af seernes stemmer.

## Deltagere
| Nr | Deltagere    | Fulde navn                                                           | Sang                  | Resultat      |
| -- | ------------ | -------------------------------------------------------------------- | --------------------- | ------------- |
| 1  | 7even        | Sofia Iris Seven                                                     | "Min mobil"           | Ude           |
| 2  | Jonas Funk   | Jonas Funk Petersen                                                  | "Ud til verdens ende" | Ude           |
| 3  | Alohomora    | Gerd Krause Jochumsen, Sally Krause Jochumsen, Vilma Swane Andreasen | "Drenge & piger"      | Ude           |
| 4  | Isso         | Ismael Kanj Al Jamous                                                | "Mamacita"            | Superfinalist |
| 5  | Emma         | Emma Lihle Thomsen                                                   | "Hater"               | Superfinalist |
| 6  | Luma         | Lucca Kvitsan Mølgaard Simonsen, Maja Kvist                          | "Fri"                 | Ude           |
| 7  | The Raptiles | Carl Fridtjof Vedde Aagaard, Eskil Ethelberg Soja                    | "Popcorn"             | Ude           |
| 8  | The Specials | Ivan Nørgaard Holm, Pelle Møhl, Viggo Fredsted Andersen              | "Som vi er"           | Superfinalist |

### Superfinale
I superfinalen skulle de tre mest populære fra første runde synge igen, og seerne stemte endnu engang, hvorved konkurrencens vinder blev fundet.
| Nr | Deltager     | Sang        | Procent | Placering |
| -- | ------------ | ----------- | ------- | --------- |
| 1  | Isso         | "Mamacita"  | 27%     | 2/3       |
| 2  | Emma         | "Hater"     | 46%     | 1         |
| 3  | The Specials | "Som vi er" | 27%     | 2/3       |